# Полынь веничная
Полы́нь ве́ничная, или Полынь мете́льчатая (лат. Artemísia scopária) — вид одно- или двулетних растений травянистых растений рода Полынь (Artemisia) семейства Астровые (Asteraceae).

## Распространение и экология
Произрастает в Центральной и Восточной Европе, Египте, умеренном климате Азии. На территории России встречается повсеместно.
Растет как сорняк на открытых местах.

## Ботаническое описание
Стебли одиночные, реже по два — три, прямые, высотой 30—70 см, вначале опушённые, позднее голые, красновато-фиолетовые или бурые, сильно ветвистые.
Листья развитые, почти голые, дважды или трижды перисто-рассечённые на линейно-ланцетовидные сегменты; нижние листья черешковые, во время цветения опадающие; средние и верхние — сидячие, длиной до 4 см, с узколинейными дольками.
Цветки трубчатые. Корзинки мелкие, длиной 1,5—2 мм, широкояйцевидные, отклонённые, собраны в односторонние кисти, образующие пирамидальную метёлку.
Плод — семянка.
Цветёт в июле—августе. Плоды созревают в ноябре.

## Химический состав
В надземной части содержатся эфирное масло, следы алкалоидов, дубильные и горькие вещества, смолы, органические кислоты, лактон скопарон; в семенах — 4,4 % жирного масла.
Надземные части с цветущими или плодоносящими корзинками содержат 0,22—1,0 % эфирного масла. К времени плодоношения количество масла увеличивается.
В состав эфирного масла входят пинен, мирицен, альдегиды, кетоны, фенолы, апиол.

## Хозяйственное значение и применение
Эфирное масло почти не растворяется в спирте, что ограничивает его применение в промышленности. Тем не менее оно пригодно для отдушки туалетных мыл и изготовления помад. При сушке растения теряется до 40 % масла.
Сухое растение используют как пряность, в виноделии и ликёро-водочной промышленности.
В прошлом из эфирного масла производили препарат «Артемизол», применявшийся при мочекаменной болезни.
Данные о поедаемости сельскохозяйственными животными противоречивы. Листья, молодые побеги, нежные части стебля, летом и осенью хорошо поедаются кроликами. В смеси с сорго даёт доброкачественный силос, который охотно поедается овцами. Специально поставленные опыты по переваримости показали, что при кормлении зелёными растениями в фазе цветения питательная ценность этой полыни выше питательной ценности сена хорошего качества. В 100 кг корма содержится 77,7 кормовых единиц и 6,2 кг переваримого белка.
Из полыни метельчатой делают веники, метёлки.
В народной медицине надземную часть употребляли при аменорее, эпилепсии, как глистогонное средство, при ушибах.
Иногда используют в качестве декоративного растения.

## Таксономия
Полынь веничная входит в род Полынь (Artemisia) семейства Астровые (Asteraceae) порядка Астроцветные (Asterales)
|  |                                      |  |                                                             |                                                             |                    |  | ещё 12 семейств (согласно Системе APG II) | ещё 12 семейств (согласно Системе APG II) |                            |  |  |  | ещё от 200 до 400 видов |
|  |                                      |  |                                                             |                                                             |                    |  | ещё 12 семейств (согласно Системе APG II) | ещё 12 семейств (согласно Системе APG II) |                            |  |  |  | ещё от 200 до 400 видов |
|  |                                      |  |                                                             | порядок Астроцветные                                        |                    |  |                                           |                                           | род Полынь                 |  |  |  |                         |
|  |                                      |  |                                                             | порядок Астроцветные                                        |                    |  |                                           |                                           | род Полынь                 |  |  |  |                         |
|  | отдел Цветковые, или Покрытосеменные |  |                                                             |                                                             | семейство Астровые |  |                                           |                                           | вид Полынь веничная        |  |  |  |                         |
|  | отдел Цветковые, или Покрытосеменные |  |                                                             |                                                             | семейство Астровые |  |                                           |                                           |                            |  |  |  |                         |
|  |                                      |  | ещё 44 порядка цветковых растений (согласно Системе APG II) | ещё 44 порядка цветковых растений (согласно Системе APG II) |                    |  |                                           | еще около 900 — 1000 родов                | еще около 900 — 1000 родов |  |  |  |                         |
|  |                                      |  |                                                             | ещё 44 порядка цветковых растений (согласно Системе APG II) |                    |  |                                           |                                           | еще около 900 — 1000 родов |  |  |  |                         |